# Minoesinskdepressie
De Minoesinskdepressie (Russisch: Минусинская котловина; Minoesinskaja kotlovina) is een depressie tussen de  Zuid-Siberische gebergtes, namelijk in de Koeznetskse Alataoe en de Sajan. De hoogte varieert van 200 tot 700 meter met enkele heuvelruggen. Door de depressie stromen de rivieren Abakan en Jenisej. Op de depressie ligt de Abakansteppe.
De belangrijkste steden in het gebied zijn Abakan en Minoesinsk. Het is een belangrijke landbouwregio, waar zich ook steenkoolvoorraden bevinden in het steenkoolbekken van Minoesinsk.